# 林柏宏
林柏宏（1988年1月27日—）是臺灣演員、歌手與電視節目主持人，出生於臺北市。第53屆金馬獎最佳男配角得主。

## 經歷
2007年，於中視第二屆《超級星光大道》歌唱選秀節目而出道。2009年參演電影處女作《帶我去遠方》，並以該片入圍2009年台北電影節最佳男主角獎和最佳新人獎。
2016年，他參演於電影《六弄咖啡館》，並以飾演蕭柏智之角色，打敗了曾志偉、林雪、秦沛等硬底子男演員，獲頒第53屆金馬獎最佳男配角獎獎項。
2020年，他也再度以電影《怪胎》入圍金馬獎最佳男主角。並於隔年擔任金馬獎主持人。
戲劇之外，林柏宏亦在2022年獲得金鐘獎益智及實境節目主持人。
2024年10月，確定將進軍韓國，出演首部韓國電影作品《悲傷熱帶》，林柏宏是五名主演之一，電影預計於2025年上映。

## 個人背景
林柏宏畢業於台灣師範大學化學系，曾一度有意成為化學老師，為此還曾擔任理科家教。在大學二年級暑假，林柏宏因參賽被星探挖掘，加入《帶我去遠方》劇組。林柏宏以此作入圍2009年台北電影節最佳男主角獎和最佳新人獎。2010年演出首齣電視劇《飯糰之家》，2013年，與紀培慧、李沛勳、柯念萱成為客串演出好萊塢科幻動作電影《變形金剛4》的臺灣演員，但影片上映时林柏宏的片段被删光。2015年出演公視時代劇《燦爛時光》，2016年演出網路作家藤井樹電影《六弄咖啡館》，同年以該部電影榮獲第53屆金馬獎「最佳男配角」，也是繼星光二班的李千娜後，第二位從《超級星光大道》比賽選手畢業後獲得金馬獎的星光幫歌手。2020年以《怪胎》入圍金馬獎最佳男主角。2021年主持第58屆金馬獎。2022年與楊貴媚、溫貞菱、施名帥以節目《阮三个3》獲得第57屆金鐘獎益智及實境節目主持人獎。

## 參賽經歷

### 第二屆超級星光大道演唱歌曲
| 播出日期      | 登場集數 | 比賽主題          | 原唱/歌曲                            | 分數      | 結果        |
| 2007年7月27日 | 02       | 百人初選(下)      | 蘇打綠/小情歌                        | 16分      | 過關        |
| 2007年7月27日 | 03       | 音樂故事指定賽    | 王力宏/不可能錯過你                  | 16分      | 過關        |
| 2007年8月17日 | 05       | 拿手歌曲PK賽 (下) | 吳宗憲/三暝三日 及 PK清唱庾澄慶/海嘯 | 15分/15分 | 平手/PK失敗 |
| 2007年8月24日 | 06       | 雙人合唱決定賽    | 光良+江美琪/對你有感覺               | 15分      | 過關        |
| 2007年8月31日 | 07       | 我的出生年代歌曲  | 伍思凱/愛要怎麼說                    | 12分      | 失敗/淘汰   |

## 音樂作品

### 合輯
| 發行日期 | 演唱   | 歌曲名稱 | 專輯名稱         | 語言 |
| 2007年   | 林柏宏 | 小情歌   | 星光二班數位專輯 | 國語 |

### 原聲帶
| 發行日期 | 演唱                           | 歌曲名稱                         | 專輯名稱                                 | 語言              |
| 2009年   | 林柏宏                         | 打招呼                           | 《帶我去遠方》電影原聲帶                 | 國語(電影口白)    |
| 2009年   | 林柏宏                         | 如果每個人都一樣                 | 《帶我去遠方》電影原聲帶                 | 國語(電影口白)    |
| 2009年   | 林柏宏                         | 吃石頭                           | 《帶我去遠方》電影原聲帶                 | 國語(電影口白)    |
| 2009年   | 林柏宏                         | Can Anyone Speak English         | 《帶我去遠方》電影原聲帶                 | 國/英語(電影口白) |
| 2009年   | 林柏宏                         | 色盲島                           | 《帶我去遠方》電影原聲帶                 | 國語(電影口白)    |
| 2009年   | 林柏宏                         | Somewhere I Have Never Travelled | 《帶我去遠方》電影原聲帶                 | 國/英語(電影口白) |
| 2009年   | 林柏宏                         | 吐口水                           | 《帶我去遠方》電影原聲帶                 | 國語(電影口白)    |
| 2009年   | 林柏宏+游昕                    | 出發                             | 《帶我去遠方》電影原聲帶                 | 國語              |
| 2010年   | 陳思涵+蕭閎仁+林柏宏等全部演員 | 團團愛                           | 《飯糰之家》電視原聲帶                   | 國語              |
| 2014年   | 林柏宏                         | 我怕我會一直害怕                 | 《到不了的地方》電影原聲帶               | 國語(電影口白)    |
| 2023年   | 劉家凱、林柏宏                 | Come With Me                     | 《關於我和鬼變成家人的那件事》電影原聲帶 | 國語、英語        |

### 單曲
| 發行日期 | 演唱               | 歌曲名稱       | 專輯名稱                   | 語言 |
| 2010年   | 群星               | 一閃一閃亮晶晶 | Love Life公益歌曲          | 國語 |
| 2020年   | 青 aoi feat.林柏宏 | 無你的故事     | 青虫樂團專輯《有你的故事》   | 台語 |
| 2021年   | 林柏宏             | 知足           | 第58屆金馬獎開場影片主題曲 | 國語 |

## 演出作品

### 長篇電影
| 年份   | 片名                       | 角色           | 導演           | 性質   |
| 2009年 | 帶我去遠方                 | 許亦賢(阿賢)   | 傅天余         | 男主角 |
| 2011年 | 帶一片風景走               | 柏宏           | 澎恰恰         | 男配角 |
| 2014年 | 甜蜜殺機                   | 王俊偉         | 連奕琦         | 男配角 |
| 2014年 | 到不了的地方               | 李銘           | 李鼎           | 男主角 |
| 2014年 | 變形金剛4：絕跡重生        | 哈羅德的司機   | 麥可·貝        | 客串   |
| 2014年 | 極光之愛                   | 張北川         | 李思源         | 男配角 |
| 2015年 | 缺角一族                   | 林稻風         | 江豐宏         | 男主角 |
| 2015年 | 追婚日記                   | 小文           | 安竹間         | 客串   |
| 2016年 | 六弄咖啡館                 | 蕭柏智         | 藤井樹         | 男配角 |
| 2017年 | 推理筆記                   | 李小崇         | 張天輝         | 男主角 |
| 2017年 | 因为有了你                 | 林亞尾         | 宁瀛           | 男主角 |
| 2018年 | 給19歲的我自己             | 莫曉楓         | 黃朝亮         | 男主角 |
| 2018年 | 蛋黃人                     | 李致遠         | 黄辰           | 男主角 |
| 2019年 | 真愛神出來                 | 馬炯南         | 林明謙、曾國駿 | 男主角 |
| 2019年 | 神探蒲松齡                 | 嚴飛           | 嚴嘉           | 男配角 |
| 2019年 | 大約在冬季                 | 齊一天         | 王維明         | 男配角 |
| 2019年 | 冰峰暴                     | 韓敏勝         | 余非           | 男配角 |
| 2020年 | 怪胎                       | 陳柏青         | 廖明毅         | 男主角 |
| 2020年 | 杏林醫院                   | 阿宏           | 朱家麟         | 男主角 |
| 2021年 | 青春弒戀                   | 郭明亮         | 何蔚庭、胡至欣 | 男主角 |
| 2022年 | 我吃了那男孩一整年的早餐   | 15年後的陶宥全 | 杜政哲         | 客串   |
| 2022年 | 女優，摔吧                 | 宅男直播主     | 周美豫         | 客串   |
| 2023年 | 關於我和鬼變成家人的那件事 | 毛邦羽（毛毛） | 程偉豪         | 男主角 |
| 2023年 | 本日公休                   | 安迪           | 傅天余         | 客串   |
| 2024年 | 莎莉                       | 林偉宏         | 練建宏         | 男主角 |
| 2024年 | 愛的噩夢                   | M              | 廖明毅         | 男主角 |
| 2025年 | 暗社工                     | 趙英傑         | 廖明毅         | 男主角 |
| 2025年 | 間夜                       |                | 松永大司       | 男主角 |
| 2025年 | 狗的眼睛裡世界是什麼顏色   |                | 傅天余         | 男主角 |
| 2025年 | 96分鐘                     | 宋康任         | 洪子烜         | 男主角 |
| 2025年 | 悲傷熱帶                   |                |                |        |
| 2025年 | CANDLESTICK                |                | 米倉強太       |        |

### 短篇電影/微電影
| 年份   | 片名                                 | 角色               | 導演   | 備註                 |
| 2010年 | 兩代早餐                             | 趙承偉（小偉）     | 王亮鈞 |                      |
| 2011年 | 馬子們！寫給曾經被我愛過傷害過的你們 | 張家禾             | 徐譽庭 |                      |
| 2012年 | 幸福出租網站                         | 偉翔               | 黃祥旭 |                      |
| 2021年 | 救護，從鈴響開始!                    | 119派遣員          |        |                      |
| 2021年 | Kidnapped綁架                        | 繪本作家           | 洪子烜 |                      |
| 2021年 | 著迷                                 | 行動廣告牌         | 殷振豪 | 第58屆金馬獎開場影片 |
| 2022年 | 馬味                                 | 馬上到(計程車司機) | 許承傑 | 第59屆金馬獎形象影片 |

### 長篇劇集
| 年份   | 頻道                              | 劇名            | 角色       | 性質       | 備註             |
| 2010年 | 台視                              | 飯糰之家        | 關強尼     | 主演       |                  |
| 2011年 | 台視、三立都會台                  | 勇士們·承先啟後 | 鍾思賢     | 男配角     |                  |
| 2012年 | 三立都會台`東森綜合台             | 愛情女僕        | 劉舒宇     | 男配角     |                  |
| 2012年 | 公視`華視`壹電視綜合台`東森戲劇台 | 回家            | 郭宗亮     | 男配角     |                  |
| 2012年 | 台視`八大綜合台                   | 罪美麗          | 會所酒保   | 特別演出   |                  |
| 2013年 | 台視、八大綜合台                  | 愛的生存之道    | 周大凱     | 男配角     |                  |
| 2015年 | 公視                              | 燦爛時光        | 李天明     | 男主角     |                  |
| 2018年 | 騰訊視頻                          | 來到你的世界    | 何解       | 男主角     | 網路劇           |
| 2019年 | 浙江衛視 `中視`中天娛樂台         | 小女花不棄      | 東方炻     | 男配角     | 網路劇           |
| 2019年 | 愛奇藝                            | 蛋黃人          | 李致遠     | 男主角     | 網路劇           |
| 2019年 | 公視、民視                        | 鏡子森林        | 余志揚     | 男配角     |                  |
| 2021年 | 公視、myVideo、Netflix            | 火神的眼淚      | 張志遠     | 男主角     | 消防職人電視劇   |
| 2021年 | 台視、myVideo                     | 2049－完美預測  | 王伯恩     | 單元男主角 | 華語未來科幻影集 |
| 2021年 | Netflix                           | 華燈初上        | 雜誌社學長 | 特別演出   | 網路劇           |
| 2022年 | Netflix                           | 媽，別鬧了！    | 小查       | 主演       | 網路劇           |
| 2022年 | Disney+                           | 台北女子圖鑑    | 高松銓     | 特別演出   | 網路劇           |

### 迷你劇集
| 年份   | 頻道           | 劇名                              | 角色   | 性質   |
| 2011年 | 公視           | 就愛談天                          | 李小龍 | 客串   |
| 2011年 | 痞客邦         | 萌の或然率                        | 蔡群   | 男主角 |
| 2014年 | NTV`緯來日本台 | 金田一少年之事件簿 獄門塾殺人事件 | 林智雄 | 客串   |
| 2014年 | 優酷網         | 校園瘋雲                          | 李大維 | 男主角 |
| 2016年 | 公視`東森超視  | 滾石愛情故事-愛我別走             | 鄭翔   | 男主角 |
| 2021年 | 公視           | 大債時代                          | 楊大器 | 男主角 |
| 2023年 | Netflix        | 此時此刻                          | 徐沛明 | 男主角 |
| 2024年 | CATCHPLAY+     | 都市懼集-完美夜景                 | 阿翰   | 男主角 |

### 電視電影
| 年份   | 頻道 | 劇名     | 角色   | 備註 |
| 2011年 | 公視 | 回聲     | 葉大偉 | 少年 |
| 2015年 | 公視 | 事事達人 | 史考特 |      |

### 音樂錄影帶

#### 實際演出
| 發行日期   | 演唱            | 歌曲名稱             | 出處                                     | 導演           |
| 2010年5月  | 群星            | 一閃一閃亮晶晶       | 《Love Life》公益歌曲                    | 林正盛         |
| 2010年6月  | 萬芳            | 看見快樂對我笑       | 萬芳《我們不要傷心了》                   | 傅天余         |
| 2010年6月  | 飯糰之家演員    | 團團愛               | 《飯糰之家》電視劇原聲帶                 | 花發宮子       |
| 2012年8月  | 梁詠琪          | 換約                 | 梁詠琪《Butterfly Kisses》               | 傅天余         |
| 2012年9月  | 蔡依林          | 詩人漫步             | 蔡依林《Muse》                           | 黃中平         |
| 2013年8月  | 陶喆            | The Promise          | 陶喆《再見你好嗎》                       | 劉明群         |
| 2014年8月  | Dears           | 慢跑鞋               | Dears《Dears》                           | 陳勇秀         |
| 2015年5月  | 林俊傑          | 生生                 | 林俊傑《新地球》                         | 柯孟融         |
| 2016年9月  | 唐藝昕          | 和自己旅行           | 唐藝昕《和自己旅行》                     | 王志伯         |
| 2017年1月  | 劉美麟          | 好朋友               | 劉美麟《好朋友》                         | 林彥廷         |
| 2019年9月  | 吳青峰          | 太空人               | 吳青峰《太空人》                         | 陳奕仁         |
| 2020年5月  | 吳青峰          | Outsider             | 吳青峰《太空人》                         | 陳映之         |
| 2020年5月  | 光良            | 1901的上一位房客     | 光良《絕類》                             | 李依庭         |
| 2020年10月 | 麋先生          | 嗜愛動物             | 麋先生《嗜愛動物》                       | 歐哲綸、李柏儒 |
| 2020年10月 | 青虫 aoi+林柏宏 | 無你的故事           | 青樂團《有你的故事》                     | 順             |
| 2020年11月 | 青虫 aoi        | 刺蝟悲歌             | 青樂團《有你的故事》                     | 陳健禾         |
| 2021年9月  | 魏嘉瑩          | 要怎麼告訴你我多喜歡 | 魏嘉瑩《你好嗎》                         | 游紹           |
| 2022年12月 | 蔡依林          | 親愛的對象           | 電影《關於我和鬼變成家人的那件事》主題曲 | 殷振豪         |
| 2024年3月  | 陳勢安          | 走心的歌             | 陳勢安《走心的歌》                       | 邱柏昶         |
| 2025年1月  | 周興哲          | 我們沒開始           | 周興哲《幾乎是愛情》                     | 林孝謙         |
| 2025年7月  | 黃奇斌          | 若無你我欲去佗位     | 《96分鐘》電影主題曲                     | 殷振豪         |

#### 影劇畫面剪輯
| 發行日期 | 演唱              | 歌曲名稱                     | 專輯名稱                               | 導演   |
| 2009年   | 姚國禎            | 沿途風景：樹與小樹（電影版） | 《舞台搭建好了嗎》                     | 傅天余 |
| 2014年   | 蕭敬騰            | 到不了的地方                 | 《到不了的地方》電影原聲帶             | 李鼎   |
| 2014年   | 石錦航            | 真實故事改編                 | 《極光之愛》永夜主題曲                 | fisher |
| 2016年   | 張震嶽            | 愛我別走                     | 《滾石愛情故事》                       |        |
| 2016年   | 鄭宜農            | 光                           | 自由之愛-《燦爛時光》電視劇原聲帶      | 鄭文堂 |
| 2016年   | 楊大正            | 航向遠方的船                 | 自由之愛-《燦爛時光》電視劇原聲帶      | 鄭文堂 |
| 2020年   | 田馥甄            | 先知                         | 《怪胎》電影主題曲                     | 廖明毅 |
| 2021年   | 莫文蔚            | 完美不完美                   | 《2049－完美預測》電視劇主題曲         |        |
| 2021年   | 韋禮安            | 因為是你                     | 《火神的眼淚》電視劇片頭曲             | 蔡銀娟 |
| 2021年   | 江美琪            | 繞                           | 《火神的眼淚》電視劇片尾曲             | 蔡銀娟 |
| 2021年   | 柏霖              | Lullaby                      | 《火神的眼淚》電視劇插曲               | 蔡銀娟 |
| 2023年   | 劉家凱Feat.林柏宏 | Come With Me                 | 《關於我和鬼變成家人的那件事》電影插曲 | 程偉豪 |
| 2024年   | 林宥嘉            | 懲罰                         | 《愛的噩夢》電影主題曲                 | 廖明毅 |

## 主持作品

### 頒獎典禮
| 年份   | 節目                 | 性質   | 頻道 | 備註     |
| 2021年 | 第58屆金馬獎頒獎典禮 | 主持人 | 臺視 | 個人主持 |

### 電視節目
| 首播日期 | 頻道     | 節目名稱    | 備註                      |
| -------- | -------- | ----------- | ------------------------- |
| 2022年   | 公視主頻 | 《阮三个3》 | 搭檔楊貴媚、貞菱 、施名帥 |

## 出版作品
| 發行日期     | 書名                                     | ISBN               | 出版社   | 類別           | 作者   |
| ------------ | ---------------------------------------- | ------------------ | -------- | -------------- | ------ |
| 2016年7月8日 | 《旅活柏事：用自己的故事定義眼中的風景》 | ISBN 9789571066196 | 尖端出版 | 旅遊寫真紀事書 | 林柏宏 |

## 獎項紀錄
| 年份   | 頒獎典禮                    | 獎項                   | 作品                           | 角色   | 結果 |
| ------ | --------------------------- | ---------------------- | ------------------------------ | ------ | ---- |
| 2009年 | 第11屆台北電影獎            | 最佳新演員             | 《帶我去遠方》                 | 許亦賢 | 提名 |
| 2009年 | 第11屆台北電影獎            | 最佳男主角             | 《帶我去遠方》                 | 許亦賢 | 提名 |
| 2016年 | 第19屆上海國際電影節        | 最受傳媒關注新人男演員 | 《六弄咖啡館》                 | 蕭柏智 | 獲獎 |
| 2016年 | 第53屆金馬獎                | 最佳男配角             | 《六弄咖啡館》                 | 蕭柏智 | 獲獎 |
| 2017年 | 第一屆PIFFA至尊電影頒獎典禮 | 最佳男配角             | 《六弄咖啡館》                 | 蕭柏智 | 提名 |
| 2020年 | 第57屆金馬獎                | 最佳男主角獎           | 《怪胎》                       | 陳柏青 | 提名 |
| 2021年 | 第12屆青年電影手冊年度盛典  | 年度男演員             | 《怪胎》                       | 陳柏青 | 提名 |
| 2022年 | 第57屆金鐘獎                | 益智及實境節目主持人獎 | 《阮三個3》                    | 主持人 | 獲獎 |
| 2023年 | 第25屆台北電影獎            | 最佳男主角             | 《關於我和鬼變成家人的那件事》 | 毛邦羽 | 提名 |
| 2023年 | 第60屆金馬獎                | 最佳男主角             | 《關於我和鬼變成家人的那件事》 | 毛邦羽 | 提名 |

## 公益活動
2022年 唐氏症基金會「皂夢小作所」公益大使

2023年 世界展望會「飢餓三十」公益大使

2025年 台灣公益聯盟「五育培力計畫」公益大使

## 外部連結
- 林柏宏的Facebook專頁
- 林柏宏的新浪微博
- 林柏宏的Instagram帳戶
- 林柏宏在香港影庫上的簡介
- 林柏宏在台灣電影網上的資料（繁體中文）